# 경상북도영주교육지원청
경상북도영주교육지원청(慶尙北道榮州敎育支援廳, Yeongju Office of Education)은 경상북도 영주시를 관할하는 경상북도교육청 산하 교육지원청이다.
교육장은 장학관으로 보한다.

## 산하 기관

### 초등학교
| - 남산초등학교 - 문수초등학교 - 봉현초등학교 - 부석초등학교 - 순흥초등학교 | - 안정초등학교 - 영일초등학교 - 영주남부초등학교 - 영주동부초등학교 - 영주서부초등학교 | - 영주중앙초등학교 - 영주초등학교 - 옥대초등학교 - 이산초등학교 - 장수초등학교 | - 평은초등학교 - 풍기북부초등학교 - 풍기초등학교 |

### 중학교
| - 금계중학교 - 단산중학교 - 대영중학교 | - 동산여자중학교 - 부석중학교 - 소수중학교 | - 영광여자중학교 - 영광중학교 - 영주여자중학교 | - 영주중학교 - 풍기중학교 |